# Party Girl (Miranda Cosgrove)
Party Girl is de zevende single van Amerikaanse zangeres Miranda Cosgrove. De single is op 3 februari 2009 uitgegeven door Columbia Records, door middel van haar ep About You Now, samen met het nummer FYI. Er is geen clip opgenomen voor het nummer en het heeft niet in de hitlijsten gestaan.